# Rubber's Lover
Rubber's Lover (ラバーズ・ラバー?) è un film del 1996 scritto e diretto da Shozin Fukui. Come il precedente 964 Pinocchio, è un'opera cyberpunk giapponese caratterizzata da una tensa atmosfera e violenza grafica molto spinta.
Molto spesso viene interpretato come semi-prequel a 964 Pinocchio, Rubber's Lover espone in dettaglio un gruppo di clandestini che conducono esperimenti psichici su delle cavie umane che prelevano dalle strade. Usando droghe che alterano il cervello privazione sensoriale e interfacce informatiche, sottopongono i loro pazienti a raccapriccianti torture scientifiche che spesso finiscono con una morte brutale. Dopo fallimenti continui, perseguono un ultimo progetto, che produce risultati pericolosi.
Rubber's Lover può essere definito anche come un film noir, nella stessa ottica di Tetsuo: The Iron Man. Girato in netto bianco e nero, situato in una cupa ambientazione urbana, impregnato di un'estetica macchina, guidato da uno stile cinetico e potenziato da una macinante colonna sonora metallica, attinge dall'orrore da incubo e tratta pesanti temi fetishcore.